# Скорпионизм
Скорпиони́зм (укус скорпиона) — отравление при укусе скорпионов, характеризуется болью, отёком, парестезией.

## Этиология
Скорпионы (Scorpiones) обитают в странах с тёплым климатом. Достигают длины от 2 до 18 см.
На «хвосте» скорпиона находится ядовитое жало.
Скорпионы могут жалить при полевых работах, они могут заползать в обувь, в дома и жалить людей.
За год скорпионы жалят 1,2 миллиона человек, из которых умирает 3250 (0,27 %). Из 1750 видов скорпионов 50 опасны для человека.
Почти все из этих смертоносных скорпионов, за исключением видов Hemiscorpius, принадлежат семейству Buthidae. Смертельные виды семейства Buthidae входят в роды: Buthus, Parabuthus, Mesobuthus, Tityus, Leiurus, Androctonus и Centruroides.
- Buthus обитает в Средиземноморье, от Испании до Ближнего Востока.
- Parabuthus обитает в Западной и Южной Африке.
- Mesobuthus обитает в Азии.
- Buthotus (Hottentotta) обитает по всей южной части Африки до Юго-Восточной Азии.
- Tityus обитает в Центральной Америке, Южной Америке и в Вест-Индии.
- Leiurus обитает в Северной Африке и на Ближнем Востоке.
- Androctonus обитает в Северной Африке до Юго-Восточной Азии.
- Centruroides обитает в южной части США, в Мексике, Центральной Америке и Вест-Индии (Centruroides exilicauda обитает в Калифорнии, Centruroides sculpturatus — в Мексике в штате Сонора и юго-западе США, в первую очередь в Аризоне, Юте, Нью-Мексико, Неваде и Калифорнии).

На территории СНГ скорпионы встречаются в Крыму, на Кавказе и в Средней Азии. Они относятся к видам: пёстрый скорпион (Mesobuthus eupeus, Buthidae), кавказский скорпион (Mesobuthus caucasicus, Buthidae), толстохвостый скорпион (Androctonus crassicauda, Buthidae), чёрный скорпион (Orthochirus scrobiculosus, Buthidae), скорпион Кесслера (Liobuthus kessleri, Buthidae), итальянский скорпион (Euscorpius italicus, Euscorpiidae), мингрельский скорпион (Euscorpius mingrelicus, Euscorpiidae), крымский скорпион (Euscorpius tauricus, Euscorpiidae) и некоторым другим.
В странах Средиземноморья, тропической Африки и Ближнего Востока крайне опасны скорпионы трёх видов: Androctonus australis, яд которого может быть смертельным для ребёнка; Buthus quinquestriatus (синоним Leiurus quinquestriatus) и Androctonus crassicauda, от яда которых погибают ежегодно сотни детей (летальность достигает 50 %).
В Мексике регистрируется большая летальность от яда скорпиона Centruroides suffusus. В Южной Америке от яда скорпионов рода Tityus погибает до 25 % пострадавших.

## Яд скорпионов
Яд скорпионов содержит сильные нейротоксины и оказывает токсическое действие на центральную нервную и сердечно-сосудистую системы.
Яд накапливается в «хвосте» скорпиона, а именно в грушевидном членике (тельсоне), оканчивающемся загнутой вверх иглой, на вершине которой помещаются два отверстия ядовитых желёз.
Действующим началом яда скорпионов являются нейротоксические полипептиды с ярко выраженной видовой специфичностью. Некоторые (инсектотоксины) действуют на насекомых, действие других направлено на млекопитающих.

## Патогенез
При укусе скорпиона ощущается лишь малоболезненный укол. В течение нескольких часов больной ощущает несильную боль, на месте укуса появляется болезненный отёк. Всасываясь в кровь, яд вызывает долговременное перевозбуждение нервной системы, при которой больной ощущает беспокойство. Могут появиться сильные головные боли, тошнота, рвота, боли в области желудка и передней брюшной стенки, головокружение, спазмы отдельных групп мышц, раскоординация движений, слюновыделение, ринорея, гипергидроз. Место укуса набухает, краснеет, чешется, болит.
Иногда при укусе в нижние части тела у больного появляется вздутие живота, отрыжка, отёк в паху или в подмышках. Через некоторое время состояние больного ухудшается. Из глаз начинает течь гнойная жидкость, прямая кишка выступает наружу, отекают половой член и язык, зубы стучат, появляются судороги.
У ребёнка укус скорпиона может вызвать нарушения в работе дыхательного центра, появляются приступы удушья, судороги.
Укус чёрного скорпиона уже через несколько минут вызывает сильные, жгучие боли в области укуса. Боли иррадиируют по ходу близлежащего нервного ствола, временно немного стихают, но затем вновь становятся нестерпимыми. Пострадавшие не находят места от интенсивных болей и сильно страдают. Через 20-30 мин после укуса появляются боли в области языка и дёсен. В тяжёлых случаях к болям присоединяются судороги пальцев и отдельных групп мышц, дрожание кистей. Дыхание затруднено, удушье нарастает, давление понижено.
При укусе чёрного толстохвостого скорпиона у больного всегда наблюдаются признаки тяжёлого отравления. Если ему вовремя не оказана медицинская помощь, может наступить смерть при явлениях острой дыхательной недостаточности.

## Лечение
При медицинском лечении производят обкалывание места укуса 1 % р-ром новокаина. Назначают атропин (0,5-1 мл 0,1 % р-ра п/к), а-адреноблокаторы, например дигидроэрготоксин (0,5-1 мл 0,03 % р-ра п/к). Применяют специфические противоядные сыворотки при укусах тропических скорпионов.